# Maria Stoian
Maria Stoian (n. 19 septembrie 1959, Măgura, România) este un deputat român, ales în 2020 din partea PNL. A trecut pe 26 iulie 2024 la Partidul Umanist Social Liberal.